# Doassansia sparganii
Doassansia sparganii är en svampart som beskrevs av Vánky 1988. Doassansia sparganii ingår i släktet Doassansia och familjen Doassansiaceae.   Inga underarter finns listade i Catalogue of Life.